# Листопадний провулок (Київ)
Листопа́дний прову́лок — провулок у Голосіївському районі міста Києва, місцевість Добрий Шлях. Пролягає від Чумацької вулиці до вулиці Добрий Шлях.
Прилучається Горяна вулиця.

## Історія
Провулок виник у середині XX століття. Сучасна назва — з 1950-х років, від Листопадної вулиці, що пролягає поруч. До провулку не приписано жодного будинку.